# الليث بن سعد
شَيْخُ اَلْإِسْلَامِ اَلْإِمَامُ اَلْحَافِظُ اَلْعَالِمُ أَبُو اَلْحَارِثِ اَللَّيْثُ بْنُ سَعْدِ بْنِ عَبْدِ اَلرَّحْـٰمَنِ اَلْفَهْمِيُّ اَلْقَلْقَشَنْدِيُّ (94 هـ / 713 م - 175 هـ / 791 م) فقيه ومحدث وإمام أهل مِصرَ في زمانه، وصاحب أحد المذاهب الإسلامية المندثرة. وُلد في قرية قَلْقَشَنْدَة من أسفل أعمال مصر، وأسرته أصلها فارسي من إصبَهان.
كان أحد أشهر الفقهاء في زمانه، فاق في علمه وفقهه إمام المدينة المنورة مالك بن أنس، غير أن تلامذته لم يقوموا بتدوين علمه وفقهه ونشره في الآفاق، مثلما فعل تلامذة الإمام مالك، وكان الإمام الشافعي يقول: «اللَّيْثُ أَفْقَهُ مِنْ مَالِكٍ إِلاَّ أَنَّ أَصْحَابَه لَمْ يَقُوْمُوا بِهِ». بلغ مبلغًا عاليًا من العلم والفقه الشرعي بِحيثُ إِنَّ مُتولِّي مصر، وقاضيها، وناظرها كانوا يرجعون إِلى رأيه، ومشُورته. عرف بأنه كان كثير الاتصال بمجالس العلم، بحيث قال ابن بكير: «سَمِعْتُ اللَّيْثَ يَقُوْلُ: سَمِعْتُ بِمَكَّةَ سَنَةَ ثَلاَثَ عَشْرَةَ وَمائَةٍ مِنَ الزُّهْرِيِّ وَأَنَا ابْنُ عِشْرِيْنَ سَنَةً».
ومما كان يتميز به الإمام الليث أنه كان ذا ثروة كثيرة ولعل مصدرها الأراضي التي كان يملكها، لكنه كان رغم ذلك زاهدًا وفق ما نقله معاصروه، فكان يُطعمُ النَّاس في الشتاء الهرائس بعسل النَّحل وسمن البقر، وفي الصيف سويق اللوز في السُكَّر. أما هو فكان يأكل الخبز والزيت. وقيل في سيرته: أنه لم تجب عليه زكاة قط لأنه كان كريماً يعطي الفقراء في أيام السنة؛ فلا ينقضي الحَول عنه حتى ينفقها ويتصدق بها. مَاتَ اللَّيْثُ لِلنصف من شعبان، سنة خمس وسبعين ومائَةٍ، أي قبل وفاة الإمام مالك بأربع سنوات وقيل غير ذلك، وأقيمت له جنازة كبيرة في مصر.

## سيرته
لم تُفصّل كتب السير والتراجم الكثير حول سيرة الليث بن سعد وحياته أكثر من أن أبا الحارث الليث بن سعد بن عبد الرحمن بن عقبة قد ولد في قلقشندة في دلتا مصر في شعبان سنة 94 هـ، لأسرة من الفرس من أصبهان من موالى خالد بن ثابت بن ظاعن الفهمي، لذا يُنسب الليث إلى بنو فهم بالولاءً. وقد تلقّى الليث العلم على أيدي تابعي مصر، ثم رحل عن مصر وهو في العشرين إلى مكة للحج سنة 113 هـ، فسمع من علماء الحجاز. ثم عاد إلى مصر وقد علا ذكره، وجلس للفتيا حتى استقل بالفتوى في زمانه، وعظّمه أهل مصر حتى أن ولاة مصر وقضاتها كانوا يرجعون إلى رأيه ومشورته، بل وتولّى قضاء مصر في ولاية حوثرة بن سهل في خلافة مروان بن محمد، كما عرض أبو جعفر المنصور عليه ولاية مصر، فاعتذر.

## شيوخه وتلاميذه
سمع الليث بن سعد من عطاء بن أبي رباح وعبد الله بن أبي مليكة وسعيد بن أبي سعيد المقبري وابن شهاب الزهري وأبا الزبير المكي ومشرح بن هاعان وأبا قبيل المعافري ويزيد بن أبي حبيب وجعفر بن ربيعة وعبيد الله بن أبي جعفر وبكير بن عبد الله بن الأشج وعبد الرحمن بن القاسم والحارث بن يعقوب وأبا السمح دراج وعقيل بن خالد ويونس بن يزيد وحكيم بن عبد الله بن قيس وعامر بن يحيى المعافري وعمر مولى غفرة وعمران بن أبي أنس وعياش بن عباس القتباني وكثير بن فرقد وهشام بن عروة وعبد الله بن عبد الرحمن بن أبي حسين وأيوب بن موسى وبكر بن سوادة، وأبا كثير الجلاح، والحارث بن يزيد الحضرمي وخالد بن يزيد وصفوان بن سليم وخير بن نعيم وأبا الزناد وقتادة ومحمد بن يحيى بن حبان ويزيد بن عبد الله بن الهاد ويزيد بن عبد الله الليثي ويحيى بن سعيد الأنصاري وغيرهم. وقد أدرك الليث بن سعد أكثر من خمسين تابعيًا، ومائة وخمسين من تابعي التابعين.
وقد التف حوله الكثير من طلاّب العلم، فروى عنه محمد بن عجلان وعبد الله بن لهيعة وهشيم بن بشير وعبد الله بن وهب وعبد الله بن المبارك وعطاف بن خالد وأشهب بن عبد العزيز القيسي وسعيد بن شرحبيل وسعيد بن عفير والقعنبي وسعيد بن أبي مريم وآدم بن أبي إياس وأحمد بن يونس وابنه شعيب ويحيى بن بكير وعبد الله بن عبد الحكم ويحيى بن يحيى الليثي ويحيى بن يحيى التميمي وأبو الجهم العلاء بن موسى وقتيبة بن سعيد ومحمد بن رمح ويزيد بن موهب الرملي وكامل بن طلحة وعيسى بن حماد زغبة وعبد الله بن صالح الكاتب وعمرو بن خالد وعبد الله بن يوسف التنيسي. كما روى عنه الحجين بن المثنى ومنصور بن سلمة ويونس بن محمد وأبو النضر هاشم بن القاسم ويحيى بن إسحاق البلخي وشبابة بن سوار وموسى بن داود حين زار بغداد في شوال 161 هـ، فحدّث بها روى عنه من أهلها.
كان للّيث مجلسًا يعقده كل يوم، ويقسمه إلى أربعة أقسام الأول للوالي يستشيره في حوائجه، فكان الليث إن أنكر من القاضي أو الوالي أمرًا كتب إلى الخليفة فيأتي أمر العزل، والثاني لأهل الحديث، والثالث عام للمسائل الفقهية يُفتي السائلين، والرابع للناس ممن يسألونه المال فلا يرد أحدًا مهما كبرت حاجته أو صغرت. لم يهتم الليث بن سعد بتصنيف المصنفات، فلم يصل لأيدينا سوى شذرات مما نُقل من علمه أمثال كتابي «عشرة أحاديث من الجزء المنتقى الأول والثاني من حديث الليث» الذي كان مضمونًا في كتاب «الفوائد» لابن منده و«جزء فيه مجلس من فوائد الليث بن سعد».

## وفاته
توفي الليث بن سعد في مصر في يوم الجمعة 15 شعبان سنة 175 هـ، وكانت جنازته عظيمة، وحزن عليه أهل مصر حتى كانوا يعزّون بعضهم بعضًا ويبكون، وصلى عليه موسى بن عيسى الهاشمي والي هارون الرشيد على مصر. دفن الليث بن سعد في مقابر الصدفيين في القرافة الصغرى، وقبره مشهور. كان قبره في البداية على هيئة مصطبة حتى بنى أبو زيد المصري أحد كبار تجار مصر عليه قبة بعد سنة 640 هـ، وصار مسجدًا، ثم تعاهد بعده عدد من الأعيان تجديد القبة، ثم أضاف لها الأمير يشبك بن مهدي سنة 884 هـ مئذنة في عهد السلطان الملك الأشرف قايتباي، ثم جدد السلطان قنصوه الغوري المسجد في رجب 911 هـ، ومن بعده جدّده الأمير موسى جوريجى ميرزا مستحفظان في ذي القعدة سنة 1138 هـ، وهي هيئته الحالية. وقد نبغ من نسل الليث بن سعد ابنه شعيب وحفيده عبد الملك بن شعيب وكليهما كانا من رواة الحديث النبوي المعروفين. ولابن حجر العسقلاني كتابًا في سيرة الليث بن سعد سمّاه «الرحمة الغيثية في الترجمة الليثية».

## منزلته العلمية
علت منزلة الليث بن سعد في زمنه حتى استقل بالفتوى في زمانه، كما أثنى عليه الكثير من علماء أهل السنة والجماعة، فتناقلت كتب التراجم والسير أقوالهم في حق الليث بن سعد، فهذا يحيى بن بكير يقول: «ما رأيت أحدا أكمل من الليث»، وقال أيضًا: «كان الليث فقيه البدن، عربي اللسان، يحسن القرآن والنحو، ويحفظ الحديث والشعر، حسن المذاكرة»، وقال أحمد بن حنبل: «الليث ثقة ثبت»، وقال العجلي والنسائي: «الليث ثقة»، وقال ابن خراش: «صدوق صحيح الحديث». وقال الشافعي: «الليث أفقه من مالك، إلا أن أصحابه لم يقوموا به». كما كان لليث بن سعد علاقات طيبة بعلماء عصره، فكان يتبادل معهم المراسلات ويصلهم بالمال وخاصة مالك بن أنس.
كان لليث بن سعد أيضًا منزلته في علم الحديث، وتعد رواياته عن عطاء بن أبي رباح عن عائشة بنت أبي بكر وعن عبد الله بن أبي مليكة عن عبد الله بن عباس وعن نافع مولى ابن عمر عن عبد الله بن عمر وعن المقبري عن أبي هريرة من أعلى روايات الحديث النبوي إسنادًا.

## مذهبه
تحصّل الليث بن سعد على قدر كبير من العلم من خلال سماعه من تابعي عصره في مصر والحجاز والعراق، حتى قال ابن حجر العسقلاني في «الرحمة الغيثية في الترجمة الليثية»: «إن علم التابعين في مصر تناهى إلى الليث بن سعد»، كما ألمّ بفقه أبي حنيفة ومالك بل وكان على اتصال بمالك من خلال المراسلات.
كان الليث بن سعد في منهجه في الفتيا من أهل الأثر من كتاب وسُنّة وإجماع لا من أهل الرأي، وخالف الليث فقه معاصره مالك بن أنس كثيرًا خاصة فيما يتصل بآراء مالك الفقهية التي بناها على عمل أهل المدينة أحد أصول فقه مالك. وقد فضّل الليث بن سعد الاعتماد في مذهبه الفقهي على ما صحّ عنده من الأحاديث، وإجماع الصحابة، وهو ما يتضح من رسالته إلى مالك التي قال فيها: «فإذا جاء أمر عمل به أصحاب رسول الله ﷺ بمصر والشام والعراق على عهد أبي بكر وعمر وعثمان لم يزالوا عليه حتى قُبضوا لم يأمروهم بغيره، فلا نراه يجوز لأجناد المسلمين أن يُحدثوا اليوم أمرًا لم يعمل به سلفهم من أصحاب رسول الله ﷺ» وكان من سمات مذهبه الفقهي رؤيته لوجوبية ما داوم النبي على فعله كالتشهُّد الأول بعد ركعتين في صلاة المغرب أو الصلوات الرباعية، كما كان يرى جواز تخصيص القرآن بالسُنّة كرأيه في وجوب قراءة المأموم حتى وإن جهر الإمام لقول النبي محمد: «لا صلاة لمن لم يقرأ بفاتحة الكتاب»، وهو في ذلك خصّص عموم قوله تعالى ﴿وَإِذَا قُرِئَ الْقُرْآنُ فَاسْتَمِعُوا لَهُ وَأَنْصِتُوا لَعَلَّكُمْ تُرْحَمُونَ ۝٢٠٤﴾ [الأعراف:204]. ويرى الشيخ مصطفى عبد الرازق أن الليث بن سعد توجّه بالحركة الفقهية إلى الناحية الخُلُقية الروحية ويستدلّ على ذلك بكثرة ما روى الليث من أحاديث تتعلق بحُسن السلوك وكمال الخُلُق، إلى جانب ما يتعلق بأحكام الحدود والمعاملات.
وعلى الرغم من أن مالك بن أنس كان إمامًا لأهل الأثر، إلا أن الشافعي كان يرى بأن: «الليث بن سعد أتبع للأثر من مالك بن أنس»، وكذلك كان رأي معاصريهما من الفقهاء الذين ألمّوا بفقه مالك والليث كسعيد بن أبي أيوب الذي قال: «لو أن مالكًا والليث اجتمعا، كان مالك عند الليث أبكم، ولباع الليث مالك فيمن يزيد» في إقرار منه بأن الليث أفقههُما. وقد تعرض مذهب الليث بن سعد للزوال بعد فترة وجيزة من وفاته، وهو ما يتبين من قول الشافعي المتوفي سنة 204 هـ أي بعد نحو ثلاثين عامًا فقط من وفاة الليث: «الليث أفقه من مالك، إلا أن أصحابه لم يقوموا به». أرجع المفكر المصري أحمد أمين في كتابه «ضحى الإسلام» سبب ضياع مذهب الليث إلى عدم اعتنائه بتدوين مذهبه في كتب.

## ثراؤه وكرمه
كان لليث بن سعد صلات حسنة مع حكام وخلفاء عصره، وكانوا يغدقون عليه بالهبات والعطايا إجلالاً لمنزلته وقدره، فعظُم ثراء الليث وكثر ماله. فهذا القلقشندي في صبح الأعشى يذكر أنه كانت لليث بن سعد ضيعة على مقربة من رشيد، يدخل عليه منها في كل سنة خمسون ألف دينار وقيل عشرون ألف دينار. ومع سعة رزق الليث، امتاز الليث بالجود والكرم، فكان ينفق دخله كله على الصلات والهبات للمحتاجين والسائلين، فيُروى أن امرأة جاءته فقالت: «يا أبا الحارث، إن ابنا لي عليل واشتهى عسلا»، فقال: «يا غلام أعطها مرطا من عسل»، والمرط عشرون ومائة رطل، وأن مالكًا كتب إلى الليث يسأله أن يرسل إليه شيءًا من عصفر لزواج ابنته، فبعث إليه اللّيث بثلاثين جملاً من عصفر، فصبغ منه لابنته، وباع منه بخمسمائة دينار، وبقي عنده فضلة، وغيرها من القصص المشهورة التي تناقلتها كتب السير والتراجم. ولم تجب على الليث زكاة في ماله لسعة إنفاقه في أوجه الخير، ومن بينها شراء الأراضي من بيت المال في نواح من البلدان وحبّسها على وجوه البر، فكان ذلك أساسًا لديوان الأحباس في مصر. وبلغ من جود الليث وكرمه أنه كانت تأتي عليه السنة أحيانًا وعليه دين.

## منزلته عند الحكام
حظي بمنزلة عظيمة عند الخلفاء الذين عاصروه وعرفوا قدره، فقد روى يحيى بن بكير أن الخليفة العباسي أبا جعفر المنصور عرض على الليث أن يُولّيه مصر، فاعتذر الليث بأنه على ذلك الأمر ضعيف كونه من الموالي، وروى شعيب بن الليث بن سعد عن أبيه قوله: «قال لي المنصور حين أردت أن أودعه: قد سرني ما رأيت من سداد عقلك، فأبقى الله في الرعية أمثالك.» وقال يعقوب بن داود وزير الخليفة العباسي أبو عبد الله المهدي أن المهدي أوصاه حين قدم الليث العراق بأن يلزمه، قائلاً: «فقد ثبت عندي أنه لم يبق أحد أعلم بما حمل منه.» كما لجأ إليه هارون الرشيد حين أعضلته مسألة قَسَمُهُ على امرأته زبيدة حين تناظرا في شيء من الأشياء، بأنها طالق إن لم يكن من أهل الجنة، مما اضطر الرشيد لأن يجمع الفقهاء ويسألهم عن هذه اليمين، فلم يجد منها مخرجًا، فكتب إلى عماله في الولايات بأن يحملوا إليه الفقهاء من بلدانهم، ولم يجد في آرائهم ما أقنعه سوى رأي الليث حين جعل الرشيد يقرأ من سورة الرحمن حتى بلغ قوله تعالى ﴿وَلِمَنْ خَافَ مَقَامَ رَبِّهِ جَنَّتَانِ ۝٤٦﴾ [الرحمن:46]، فاستوقفه الليث، وسأله: «إنك يا أمير المؤمنين تخاف مقام الله؟»، فقال هارون: «إني أخاف مقام الله»، فقال الليث: «يا أمير المؤمنين، فهي جنتان وليست بجنة واحدة كما ذكر الله تعالى في كتابه»، فوجد هارون في ذلك برُّ يمينه، وأمر لليث بالجوائز والخُلع وأقطعه أراضٍ كثيرة بمصر.
كان ولاة مصر وقضاتها لا يقطعون أمرًا دون مشورة الليث، وكان الليث قد خصص لهم جزء من وقت مجلسه لهذا الأمر، فكان الليث إن أنكر من القاضي أو الوالي أمرًا كتب إلى الخليفة فيأتي أمر العزل. وقد حفظ الولاة لليث قدره منذ كان الليث شابًا، فهذا الوليد بن رفاعة والي الخليفة الأموي هشام بن عبد الملك على مصر حين حضرته الوفاة سنة 117 هـ، يسند وصيته لابن عمه عبد الرحمن بن خالد بن مسافر الفهمي، وإلى الليث بن سعد، والليث يومئذ ابن أربع وعشرين سنة.